# 徐文宽
徐文宽，安徽枞阳人，是一名清朝政治人物。
徐文宽曾于1767年接替邬维肃任福建永安县知县一职，1768由王如涛接任。